# Bernardia tenuifolia
Bernardia tenuifolia är en törelväxtart som beskrevs av Ignatz Urban. Bernardia tenuifolia ingår i släktet Bernardia och familjen törelväxter. Inga underarter finns listade i Catalogue of Life.